# Jung Do-kyung
Jung Do-kyung (kor. 정도경) – południowokoreański zapaśnik walczący w stylu klasycznym. Brązowy medalista mistrzostw Azji w 2018. Trzeci na mistrzostwach Azji juniorów w 2016 roku.